# Cathry Szaléz Ferenc

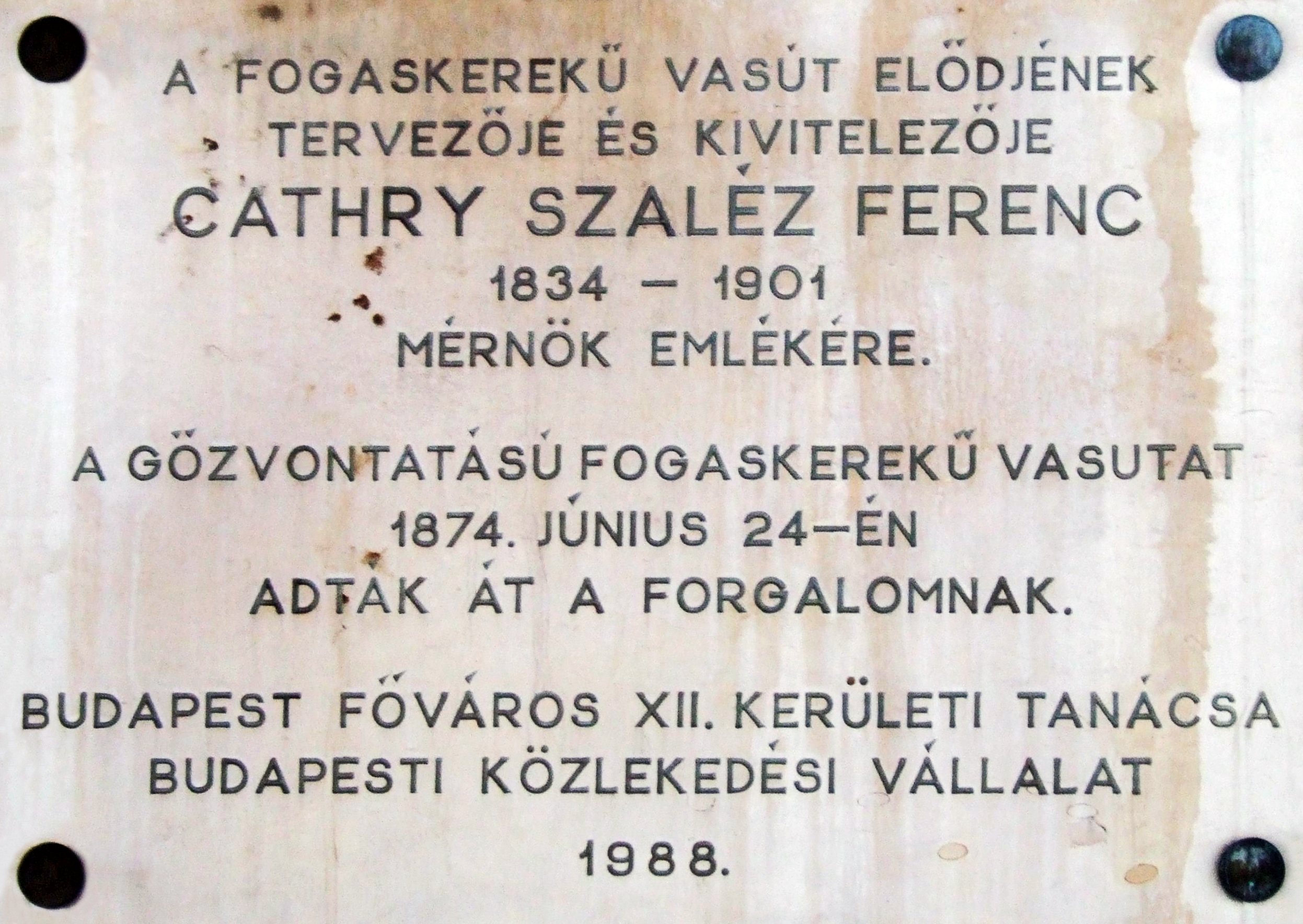
Emléktábla az Eötvös út 1. alatt

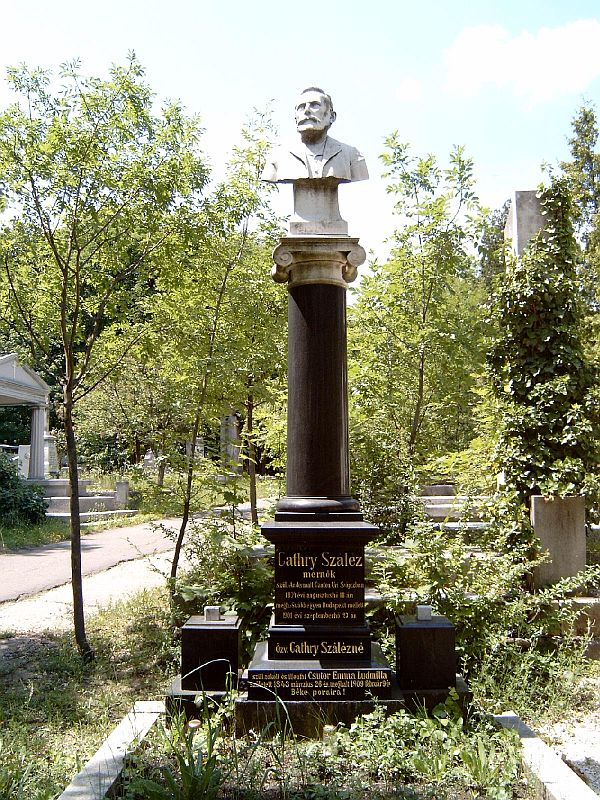
Cathry Szaléz Ferenc sírja Budapesten. Farkasréti temető: 29-1-2. sarok

Cathry Szaléz Ferenc (Andermatt, 1834. augusztus 18. – Budapest, 1901. szeptember 13.) svájci származású mérnök, a budapesti svábhegyi fogaskerekű vasút építője. Cathry Szaléz zeneszerző nagyapja.

## Életpályája
A bázeli Internationale Gesellschaft für Bergbahnen cég megbízásából jött Magyarországra. A Riggenbach-rendszerű gőzvontatású vasutat – harmadikként a világon – Budapesten  1874. július 24-én helyezték üzembe, Svábhegy végállomásig. 1890-ben a vonalat meghosszabbították a Széchenyi-hegyig. Cathry Szaléz Ferenc volt az egyik építője a pozsonyi és az esztergomi Duna-hidaknak.

## Írása
A fogaskerekű vasutakról általában és ismertetése a Riggenbach rendszere szerint Budapest mellett a Svábhegyen épült vasútnak (Magyar Mérnök és Építész Egylet Közleményei, 1875. 1. sz.).

## Emlékezete
- Emlékezetét emléktábla őrzi Budapest XII. kerületében.
- Sírja Budapesten található a Farkasréti temetőben (29-1-2. sarok)